# Sarmiento (Schiff, 1901)
Die Sarmiento war ein argentinisches Passagier- und Frachtschiff, das 1912 im Beagle-Kanal unweit Ushuaia auf einen Felsen lief und aufgegeben wurde. Das Wrack liegt noch heute teilweise über Wasser.

## Geschichte
Das Schiff lief 1901 als  Port Morant in Glasgow vom Stapel und wurde von der Elder Dempster & Company übernommen, die es von 1902 bis 1906 für die „Imperial Direct West India Mail Service Co. Ltd.“ im Westindiendienst einsetzen ließ. Im Jahr 1909 wurde die Port Morant von dem im heutigen Kroatien (damals Österreich-Ungarn) geborenen Nicolás Mihanovich (1846–1929), der damals Lateinamerikas größter Reeder war, für 52.000 Pfund Sterling gekauft, in Sarmiento umbenannt und anschließend in der Auswandererschifffahrt zwischen Europa und Patagonien eingesetzt, wo seit 1880 zahlreiche kroatische Aussiedler lebten. 
Nach dem Auslaufen aus Ushuaia lief das Schiff unter Kapitän Francisco Soady auf dem Weg nach Río Gallegos in den frühen Morgenstunden des 1. April 1912 auf den Lawrencefelsen bei Punta Remolino nahe der früheren Estancia Remolino. In diesem Teil des Beagle-Kanals gab es keine beleuchteten Seezeichen. Nachdem der Kapitän die Sarmiento im Flachwasser auf Grund gesetzt hatte, konnten die Besatzung und die Passagiere in den Booten an das nahe Ufer übersetzen und wurden später von der Schulfregatte Presidente Sarmiento aufgenommen.
Das in zwei Teile zerbrochene, von zahlreichen Meerestieren besiedelte Wrack ist heute noch teilweise zu sehen und für erfahrene Taucher zugänglich.